# إفران (آيت بوبكر)
إفران هو دُوَّار يقع بجماعة إيمولاس، إقليم تارودانت، جهة سوس ماسة في المملكة المغربية. ينتمي الدوّار لمشيخة آيت بوبكر التي تضم 17 دوار. يقدر عدد سكانه بـ 397 نسمة حسب الإحصاء الرسمي للسكان والسكنى لسنة 2004.

## روابط خارجية
- البوابة الوطنية للجماعات الترابية
- المندوبية السامية للتخطيط